# Kevin Truckenmiller
Kevin Truckenmiller es el vocalista de la banda de rock alternativo originaria de Minneapolis, Quietdrive. También toca la guitarra, y a veces el violín en las presentaciones en vivo.
- Datos: Q5959329